# Mao Arai
Mao Arai (jap. 新井 万央 Arai Mao; ur. 23 maja 2003) – japońska judoczka. 
Srebrna medalistka mistrzostw świata w 2025; uczestniczka zawodów w 2024, a także zdobyła dwa medale w drużynie. Brązowa medalistka mistrzostw Azji w 2024; piąta w 2025. Mistrzyni świata juniorów w 2022 i 2023. Druga na mistrzostwach kraju w 2024; trzecia w 2023 roku.